# Litesound
Litesound – białoruski zespół pop-rockowy założony w 2002.

## Historia zespołu
Zespół został założony w 2002 przez braci Dzmitryja i Uładzimira Karakinów. W 2004 do duetu dołączyli basista Maryjo Hulinski oraz perkusista Siarhiej Hińko. W 2006 zwyciężyli na Międzynarodowym Festiwalu Muzycznym w Maiori, na którym poznali piosenkarza Jacopo Massa. Wkrótce rozpoczęli współpracę z wokalistą, który początkowo pojawiał się gościnnie na ich koncertach, a z czasem został pełnoprawnym członkiem zespołu. W tym czasie do składu Litesound dołączyli również gitarzysta Aleks Kołczyn i perkusista Ihnat Jakowicz. Hulinski i Hińko opuścili grupę w 2006.
W 2006–2009 zgłaszali się do kolejnych edycji programu Eurofest wyłaniającego reprezentanta Białorusi w Konkursie Piosenki Eurowizji; w 2006 z utworem „My Faith” (zajęli szóste miejsce w finale eliminacji), w 2007 z „Summer Trip” (nie zakwalifikowali się do stawki finałowej) w 2008 z „Do You Believe” (doszli do finału) i w 2009 z „Carry On” (zajęli trzecie miejsce w finale). W 2010 wydali swój debiutancki album studyjny pt. Going to Hollywood. W lutym 2012 z utworem „We Are the Heroes” zajęli drugie miejsce w programie Eurofest 2012. Mimo to zostali ogłoszeni reprezentantami Białorusi w 57. Konkursie Piosenki Eurowizji wskutek dyskwalifikacji zwyciężczyni Alony Łanskiej z powodu podejrzeń o manipulację głosowaniem SMS-owego. W maju zajęli 16. miejsce w półfinale Eurowizji.
W 2020 roku muzycy skrytykowali politykę białoruskich władz wobec pandemii COVID-19, po czym odmówiono im kilku koncertów. W lipcu 2020 roku wydali białoruskojęzyczną wersję piosenki „We Are The Heroes”. Przemówili na wiecu poparcia dla Swiatłany Cichanouskiej. 13 października 2022 roku bracia Karyakin wraz z ich rodzicami zostali zatrzymani przez żołnierzy SOBR (specjalnej jednostki szybkiego reagowania) w pełnym rynsztunku, a w marcu 2023 roku cała czwórka została skazana na kilka lat ograniczenia wolności za udział w protestach z 2020 roku.

## Członkowie
Obecny skład zespołu
- Dzmitryj Karakin – wokal prowadzący (od 2002)
- Uładzimir Karakin – gitara (od 2002)
- Jacopo Massa – wokal wspierający (od 2006)
- Artem Doronkin – gitara basowa (od 2013)
- Egor Doronkin – perkusja (od 2013)

Muzycy sesyjni
- Alaksandr Wałoszczyk – perkusja (od 2008)
- Jauhien Sadouski – instrumenty klawiszowe (od 2009)
- Aleś Sobal – perkusja (od 2012 roku)

Byli członkowie zespołu
- Maryjo Hulinski – gitara basowa (2004–2006)
- Siarhiej Hińko – perkusja (2004–2006)
- Alaksiej „Aleks” Kołczyn – gitara (2012-13)
- Ihnat Jakowicz – perkusja (2012)

## Dyskografia

### Albumy studyjne
- Going to Hollywood (2010)[16]
- Litesound (2018)

### Single
- 2004 — „I’ve Been Waiting”
- 2004 — „This Time”
- 2005 — „Your World”
- 2005 – „It’s You”
- 2006 — „My Faith”
- 2006 — „Summer Trip”
- 2007 — „With You”
- 2008 — „Do You Believe”
- 2008 — „The Life”
- 2008 — „The Life” feat. „The Champions”
- 2008 — „Wonderful Girl”
- 2009 — „Carry on” (feat. Dakota)
- 2010 – „Solo per te”[3]
- 2010 — „Rock Tonite”
- 2011 — „If You Love Me”
- 2011 — „See You In Vegas”
- 2012 – „We Are the Heroes”
- 2012 — „I Wish You Were Near Me”
- 2013 – „Shooting Star”
- 2014 — „Need Me”
- 2014 — „Brothers”
- 2015 — „UFO”
- 2015 — „Give Me Your Hand”
- 2016 — „Together”
- 2017 — „The Whole World”
- 2018 — „Give Me The Rhythm”
- 2019 — „Champion”
- 2019 — „Arcade Games”
- 2019 — „Fight For The Dream”